# Skylanders: Swap Force
Skylanders: Swap Force (estilizado como Skylanders: SWAP Force) é um jogo de plataforma de 2013 desenvolvido pela Vicarious Visions e Beenox e publicado pela Activision. É o terceiro jogo principal da franquia de jogos eletrônicos e brinquedos Skylanders, após Skylanders: Giants de 2012, que foi uma sequência direta de Skylanders: Spyro's Adventure de 2011.
É o primeiro jogo Skylanders a ser lançado na América do Norte antes de outras regiões, ao contrário dos dois jogos anteriores em que a Austrália recebeu as parcelas primeiro. É também o primeiro jogo Skylanders a não ser propriedade da Vivendi.

## Jogabilidade
A jogabilidade de SWAP Force é baseada nos dois jogos anteriores, Skylanders: Spyro's Adventure e Skylanders: Giants, mas ao contrário deles, os Skylanders agora têm a capacidade de pular. Os jogadores usam um portal para trazer figuras da vida real para o jogo; SWAP Force apresenta um novo Portal de Poder que possui uma nova tecnologia que faz com que os personagens SWAP Force funcionem corretamente. Os personagens SWAP Force têm metades superior e inferior que podem ser separadas umas das outras e recombinadas com metades de outros personagens. No total, são 256 combinações entre as metades superior e inferior. Os personagens da SWAP Force também têm oito maneiras distintas de se mover, que são necessárias para entrar em áreas laterais chamadas "SWAP Zone Challenges". Estes são Rocket, Spin, Dig, Stealth, Teleportation, Bounce, Speed e Climb.

## Enredo

### Premisa
Durante anos, a Força SWAP protegeu o vulcão que reabastece a magia das Skylands a cada cem anos. No entanto, após uma batalha, eles foram pegos na erupção, que os destruiu, os enviou para a Terra e lhes deu a capacidade de trocar poderes. Os Skylanders devem impedir que os Elementais sejam malfeitos, parar Kaos e salvar as Skylands.

### Personagens
SWAP Force apresenta dezesseis novos personagens principais e dezesseis novos personagens intercambiáveis, além de dezesseis Skylanders repousados de jogos anteriores. Os dezesseis novos personagens trocáveis são Wash Buckler, Blast Zone, Free Ranger, Freeze Blade, Night Shift, Magna Charge, Stink Bomb, Rattle Shake, Hoot Loop, Trap Shadow, Grilla Drilla, Spy Rise, Rubble Rouser, Doom Stone, Boom Jet e Fire Kraken.  Os dezesseis novos personagens principais são Bumble Blast, Countdown, Dune Bug, Fryno, Grim Creeper, Pop Thorn, Punk Shock, Rip Tide, Roller Brawl, Scorp, Scratch, Slobber Tooth, Smolderdash, Star Strike, Wind Up e Zoo Lou. 

### Sinopse
A cada 100 anos, os Elementais, um grupo de quatro criaturas antigas compostas por Flashfin, Terrasquid, Frost Hound e Tree Spirit, se unem para reabastecer a magia das Skylands através do Monte Cloudbreak. Durante a última cerimônia de erupção, a mãe de Kaos, Kaossandra, tentou destruir o vulcão, mas uma equipe de Skylanders o defendeu. Após a erupção do vulcão, eles foram enviados para a Terra e ganharam a habilidade de trocar seus topos e fundos, transformando-os na Força SWAP.
100 anos depois, o capitão Flynn vai ver a erupção e encontra uma garota chamada Tessa, que está sendo perseguida por uma frota de monstros chamada Greebles e explica que sua casa está em perigo. Embora ele consiga expulsá-los com a ajuda dos Skylanders, sua nave é danificada no acidente. Depois, Flynn e Tessa chegam à sua aldeia natal de Woodburrow e encontram o pregoeiro da aldeia, Rufus. Eles descobrem que a chefe foi capturada e Kaos obteve um dispositivo chamado Evilizer, que usa a Escuridão Petrificada para transformar os outros em versões de cristal mais fortes e agressivas de si mesmos.
Os Skylanders resgatam a chefe e a trazem de volta para a aldeia. No entanto, Kaos soube do paradeiro do Elemental e planeja maldificar um deles, o que fará com que o Monte Cloudbreak se torne maligno e espalhe a Escuridão pelas Skylands. Glumshanks começa a duvidar da capacidade de Kaos de dominar as Skylands, então Kaos o malvará e o enviará para seu local de escavação. Tessa leva os Skylanders para Mudwater Hollow, a localização do Flashfin, para impedir Kaos de maldificar Eles vão até o local de escavação de Kaos e param a operação; no processo, eles derrotam Glumshanks e o fazem voltar ao normal.
Glumshanks retorna a Kaos, que fica desapontado com seu fracasso, e é saudado por sua mãe Kaossandra, que zomba dele por sua incompetência. Os Skylanders tentam encontrar o Terrasquid e seguem para a cidade de Motleyville na esperança de obter ajuda de seu barão, Sharpfin. Quando eles chegam, o Barão Von Shellshock, um servo de Kaos, malvará o pássaro Bigodes de Tessa e o enviará para atacá-los. Depois de lidar com Shellshock e transformar Whiskers de volta ao normal, Sharpfin promete ajudar os Skylanders a encontrar o Terrasquid e envia sua tripulação para consertar a nave de Flynn. Eles chegam ao local do Terrasquid, onde lutam contra o Fire Viper; depois, Kaossandra aparece no covil de Kaos para ajudá-lo.
Sharpfin leva Flynn e os Skylanders para uma pequena vila de elfos na tundra, onde eles encontram a elfa do gelo Avril. Depois de ajudá-la a lidar com uma invasão de ciclopes em sua aldeia, ela diz a eles que o Frost Hound está localizado nas Montanhas Frostfest. Os Skylanders vão para o Frost Hound, onde Kaossandra envia sua serva Mesmeralda para atacá-los, mas eles a derrotam e resgatam o Frost Hound.
Kaos então ataca a Floresta Fantasm, a casa do Espírito da Árvore, usando a Escuridão Petrificada como fonte de combustível para maldificar Os Skylanders vão para a floresta e derrotam os trolls enquanto capturam Kaos. A cerimônia de erupção começa quando a chefe nomeia Tessa, a nova chefe de Woodburrow e os Elementais vão começar a erupção. No entanto, Kaossandra aparece e leva Kaos de volta enquanto sequestra Tessa. Usando a nave recém-consertada de Flynn, os Skylanders, Flynn e Sharpfin vão até a fortaleza de Kaos e derrotam Kaossandra, aprisionando-a em uma prisão espelhada e resgatando Tessa. Kaos revela que ele encheu o vulcão com Escuridão Petrificada para transformá-lo em um enorme Evilizer.
Enquanto Flynn, Sharpfin e Tessa vão com os Skylanders para o vulcão, Kaos diz a Glumshanks para terminar a pilha de Escuridão Petrificada. No entanto, depois que a pilha cai em cima dele, ele é transformado em uma versão gigante de si mesmo conhecida como "Super Evil Kaos". Os Skylanders o derrotam e destroem os cristais em seu corpo, revertendo-o ao normal. Eles escapam do vulcão e Kaos e Glumshanks descobrem que foram trocados. O vulcão então entra em erupção, reabastecendo a magia nas Skylands enquanto todos comemoram.

### Enredo 3DS
Em outra parte das Skylands, Hugo, Flynn e Cali visitam a cidade natal de Flynn, Boomtown, onde as pessoas estão comemorando em sua homenagem. A celebração é interrompida quando o Conde Moneybone, o senhor dos mortos-vivos, ataca, roubando a estátua de Flynn e transformando Cali em um morto-vivo. Os Skylanders e a Swap Force devem parar Moneybone antes que ele transforme todas as Skylands em mortos-vivos.

## Pacotes de iniciação
Tal como acontece com as parcelas anteriores do jogo, Skylanders: SWAP Force está disponível para compra em kits iniciais que incluem uma cópia do próprio jogo, o Portal of Power, três personagens para iniciar ou complementar a coleção de um jogador, um pôster de toda a coleção SWAP Force, cartas, adesivos e códigos da Web. Os pacotes iniciais atuais e os personagens incluem o seguinte:

### Console Starter Pack
- Wash Buckler (SWAP Force - Water - Climb)
- Blast Zone (SWAP Force - Fire - Rocket)
- Ninja Stealth Elf (Series 3 - Life)

### Nintendo 3DS Starter Pack
- Rattle Shake (SWAP Force - Undead - Bounce)
- Free Ranger (SWAP Force - Air - Spin)
- Volcanic Lava Barf Eruptor (Series 3 - Fire - Alt Deco)

### Bônus de pré-encomenda
- As pessoas que encomendaram o Console Starter Pack ou o Gamestop Exclusive Dark Edition Starter Pack da GameStop receberam uma figura Skylanders: Giants Lightcore Hex nunca antes lançada e um pôster.
- As pessoas que encomendaram o Console Starter Pack da Toys "R" Us também receberam uma figura Lightcore Hex, um pôster e qualquer personagem de Skylanders: SWAP Force que escolheram.
- As pessoas que encomendaram o Console Starter Pack do Walmart ou Best Buy também receberam a figura Lightcore Hex.
- As pessoas que encomendaram o Console Starter Pack da Target Corporation receberam um cartão mágico/colecionável físico exclusivo e gratuito que concedia um chapéu (UFO Hat) quando colocado no novo Portal of Power, bem como a figura Lightcore Hex.

## Recepção
Skylanders: Swap Force recebeu críticas "geralmente favoráveis" para a maioria das plataformas, de acordo com o agregador de críticas Metacritic; a versão para Nintendo 3DS recebeu críticas "mistas ou médias". As pontuações do Metacritic para o jogo foram as mais altas e positivas da série na maioria das plataformas. O site de jogos Quarter to Three deu ao Wii U e ao Xbox 360 uma pontuação perfeita de 5/5.  O site de videogames Gaming Age deu à versão para PlayStation 3 a nota mais alta de um "A" e comentou ainda que "seja você um fã de Skylanders ou um jogador que está procurando uma série de jogos encantadora e única para toda a família, Skylanders Swap Force é altamente recomendado."
Durante o 17º Annual D.I.C.E. Awards, a Academia de Artes & Ciências Interativas nomeou Skylanders: Swap Force para "Jogo Familiar do Ano".